# Cedendambyn Nacagdordż
Cedendambyn Nacagdordż (mong. Цэдэндамбын Нацагдорж; ur. 20 lutego 1944 w Bajanchongor, zm. 3 maja 2017) – mongolski zapaśnik walczący przeważnie w stylu wolnym. Trzykrotny olimpijczyk. Zajął czwarte miejsce w Monachium 1972 i szóste w Montrealu 1976. Odpadł w eliminacjach turnieju w Meksyku 1968. W 1972 i 1976 startował w wadze lekkiej (68 kg), a w 1968 w wadze piórkowej (62 kg).
Zdobył srebrny medal mistrzostw świata w 1975 i brązowy w 1974. Zajął czwarte miejsce w 1973 i szóste w 1970. Brązowy medalista igrzysk azjatyckich w 1974. Drugie miejsce w Pucharze Świata w 1975. Mistrz uniwersjady w 1973 roku.
- Turniej w Meksyku 1968.

Pokonał Tadeusza Godynia i zremisował z Afgańczykuem Mohammadem Kederim. Przegrał z Japończykiem Masaakim Kaneko
- Turniej w Monachium 1972.

Wygrał z Hindusem Jagrupem Singhem. Uległ Bułgarowi Ismaiłowi Juseinowowi. Zwyciężył Turka Alego Şahina, Józsefa Rusznyáka z Węgier i zawodnika NRD Udo Schrödera
- Turniej w Montrealu 1976.

Wygrał z Australijczykiem Zsigmondem Kelevitzem, Panamczykiem Segundo Olmedo i Koreańczykiem z południa Go Jin-wonem. Przegrał z zawodnikiem radzieckim Pawłem Piniginem i Bułgarem Donczo Żekowem.